# Simon Winchester

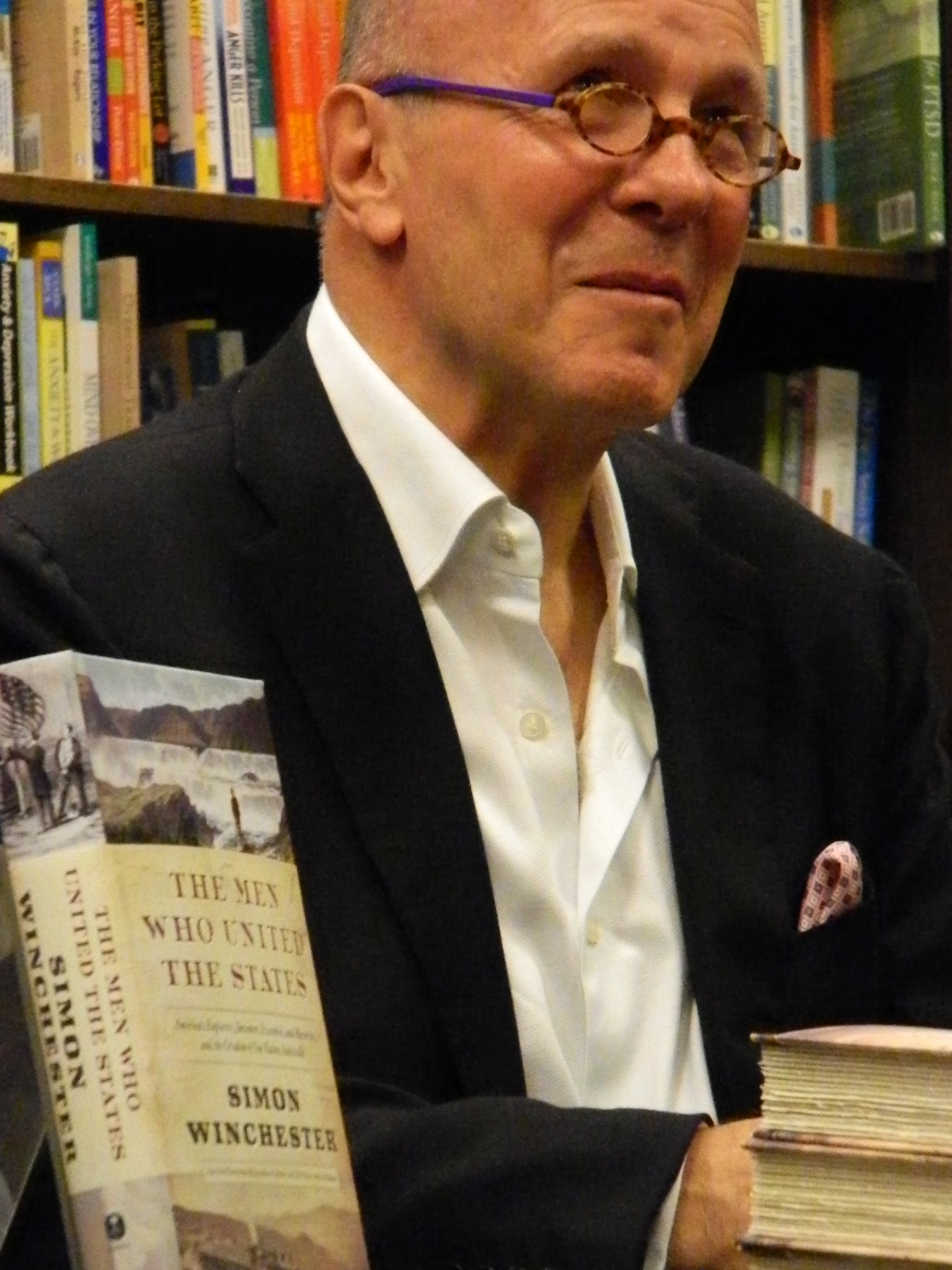
Simon Winchester

Simon Winchester (* 28. September 1944 in London) ist ein amerikanisch-britischer Autor, Journalist und Reiseschriftsteller. Als Auslandskorrespondent bei der Zeitung The Guardian berichtete er aus vielen Ländern und zu zahlreichen bedeutenden Ereignissen, darunter 1972 über den Bloody Sunday in Nordirland und die Watergate-Affäre. Mit seinem Buch Der Mann, der die Wörter liebte, einem krimiähnlichen Sachbuch über die Entstehung des Oxford English Dictionary, eroberte er 1999 erstmals die US-Bestsellerlisten. Sein 2003 erschienenes Buch Krakatau erfuhr durch die Tsunamis im Dezember 2004 dramatische Aktualität.
Winchester hat mehr als 20 Sachbücher geschrieben, wovon nur ein Teil ins Deutsche übersetzt ist, und zahlreiche Artikel für die Reisemagazine Condé Nast Traveler, Smithsonian Magazine und National Geographic. Für seine Verdienste um Journalismus und Literatur wurde er 2006 von Königin Elisabeth II. zum Officer of the Order of the British Empire (OBE) ernannt.
Simon Winchester lebt in New York City und auf einer Farm in Berkshire County.

## Leben

### Ausbildung
Geboren in London, besuchte Winchester mehrere Internate in Dorset. Er reiste ein Jahr per Anhalter durch die Vereinigten Staaten und Kanada und ging 1963 auf das St. Catherine’s College in Oxford, um Geologie zu studieren. Dort engagierte er sich im University Exploration Club und war 1965 Mitglied einer sechsköpfigen Schlittenexpedition in einen unerforschten Teil von Ostgrönland. Nach seinem Studienabschluss arbeitete er 1966 bei dem kanadischen Bergbauunternehmen Falconbridge of Africa als Geologe. Seine Arbeit führte ihn nach Uganda, wo er in den Ausläufern des Ruwenzori-Gebirges, nahe der Grenze zum Kongo, nach Kupfervorkommen suchte.

### Karriere
Während seines Einsatzes in Uganda stieß Winchester auf das Buch von James Humphrey Morris Coronation Everest, den ersten Exklusivbericht über die erfolgreiche Erstbesteigung des Mount Everest am 2. Juni 1953. Er fragte Morris, wie man Schriftsteller wird, und dieser riet ihm, es mit dem Journalismus zu versuchen.
Nach seinen Anfängen als Juniorreporter bei The Journal in Newcastle upon Tyne wechselte er 1969 zu The Guardian, zunächst als regionaler Korrespondent mit Sitz in Newcastle upon Tyne, später dann als Nordirland-Korrespondent. In Nordirland waren zu dieser Zeit schwere Unruhen, über die er berichtete, so auch über den Bloody Sunday und die Bombenanschläge des Bloody Friday vom 21. Juli 1972 in Belfast.
1971 wurde Winchester in eine Kontroverse über die Nordirland-Berichterstattung der britischen Presse verwickelt; er wurde im Unterhaus von Bernadette Devlin wegen seiner Rolle bei der Erschießung von Berney Watt durch britische Soldaten angeprangert. Daraufhin wurde Winchester nach Kalkutta versetzt, um über die Abspaltung Bangladeschs von Pakistan zu berichten.
Als Korrespondent für The Guardian in Washington, D.C. berichtete er über das Ende der Regierung Richard Nixon bis zum Beginn der Präsidentschaft Jimmy Carters. Nach der Zeit in Washington wirkte er ab 1977 für 3 Jahre als Indien-Korrespondent in Neu-Delhi und schrieb über die politischen Ereignisse in Indien und den angrenzenden Staaten, u. a. über die Regierung Indira Gandhis und den Staatsstreich in Afghanistan.
Im Jahr 1982 – er war zu dieser Zeit leitender Auslandskorrespondent für die Sunday Times – hielt Winchester sich auf den Falklandinseln auf, als die Invasion durch argentinische Truppen erfolgte. Unter dem Verdacht, ein Spion zu sein, wurde Winchester drei Monate lang als Gefangener in Ushuaia, Feuerland, festgehalten. Er schrieb über dieses Ereignis in seinem Buch Prison Diary, das 1983 veröffentlicht wurde. Er blieb nach seiner Freilassung noch 3 Jahre bei der Sunday Times in England, bis er sich 1985 entschloss, nach Hongkong zu gehen, das er auf dem Landweg über Moskau und Ulan Bator erreichte. Anschließend war er Asien-Pazifik-Redakteur des Reisemagazins Condé Nast Traveler und schrieb in den folgenden fünfzehn Jahren für verschiedene Reisemagazine, darunter Traveler, National Geographic und Smithsonian Magazine.
Faber and Faber veröffentlichte 1975 Winchesters erstes Buch In Holy Terror. Winchesters erster Bestseller war The Professor and the Madman (1998), das als deutsche Übersetzung 1998 (dt.Der Mann, der die Wörter liebte) vom Knaus Verlag veröffentlicht wurde. Das Buch erzählt die Geschichte der Entstehung des Oxford English Dictionary.
Winchester schreibt in der Form des erzählenden Sachbuchs, die er für The Professor and the Madman erstmals nutzte und die ihn zu mehreren Bestsellern führte. The Map That Changed the World (2001) beschäftigt sich mit dem Geologen William Smith und war Winchesters zweiter New York Times-Bestseller. Im Jahr 2003 erschien das ebenfalls zum New York Times Bestseller avancierte Buch Krakatao: The Day the World Exploded. Anschließend veröffentlichte Winchester A Crack in the Edge of the World, ein Buch über das Erdbeben von San Francisco im Jahr 1906.
The Man Who Loved China (2008) erzählt das Leben des Gelehrten Joseph Needham, der zur chinesischen Wissenschaftsgeschichte forschte. In The Alice Behind Wonderland (2011), beschrieb Winchester das Leben und die Arbeit von Charles Lutwidge Dodgson (Lewis Carroll) und seine Beziehung zu Alice Liddell. Winchesters Buch über den Pazifik Pacific: Silicon Chips and Surfboards, Coral Reefs and Atom Bombs, Brutal Dictators, Fading Empires, and the Coming Collision of the World's Superpowers wurde 2015 veröffentlicht. Es war sein zweites Buch über den pazifischen Raum; sein erstes, Pacific Rising: The Emergence of a New World Culture, erschien 1991.

### Auszeichnungen
Für seine Verdienste um Journalismus und Literatur wurde er 2006 von Königin Elisabeth II. zum Officer of the Order of the British Empire (OBE) ernannt.
Im Oktober 2009 ernannte ihn das St. Catherine’s College in Oxford zum Honorary Fellow.
Im Oktober 2010 erhielt Winchester die Ehrendoktorwürde der Dalhousie University.
Im November 2016 verlieh ihm die Royal Canadian Geographical Society die Lawrence J. Burpee Medal. Er wurde auch zum Fellow der RCGS gewählt.

### Privatleben
Am 4. Juli 2011 wurde Winchester in einer Zeremonie an Bord der USS Constitution die amerikanische Staatsbürgerschaft verliehen.
Winchester lebt in New York und auf einer Farm in Sandisfield, Berkshire County, Massachusetts, zusammen mit seiner japanisch-amerikanischen Frau, einer ehemaligen Journalistin bei National Public Radio.

## Werksübersicht (Auswahl)

### Werke
- The Surgeon of Crowthorne: A Tale of Murder, Madness and the Love of Words. Herausgegeben in England 1998. Erschien in Nordamerika unter dem Titel: The Professor and the Madman: A Tale of Murder, Insanity, and the Making of the Oxford English Dictionary. Harper (1998), ISBN 978-0-06-017596-2.
  - Der Mann, der die Wörter liebte. übersetzt von Harald Alfred Stadler, Knaus Verlag, München (1998), ISBN 978-3-8135-0225-1.
- The Fracture Zone. Harper (1999), ISBN 978-0-06-019574-8.
- The Map That Changed the World. Harper (2001), ISBN 978-0-06-019361-4.
  - Eine Karte verändert die Welt: William Smith und die Geburt der modernen Geologie. Übersetzt von Reiner Pfleiderer, Goldmann, München (2003), ISBN 978-3-442-73089-6.
- The Meaning of Everything: The Story of the Oxford English Dictionary. Oxford University Press (2003), ISBN 978-0-19-860702-1.
- Krakatoa: The Day the World Exploded: August 27, 1883. HarperCollins (2003), ISBN 978-0-06-621285-2.
  - Krakatau: Der Tag, an dem die Welt zerbrach – 27. August 1883. Übersetzt von Harald Alfred Stadler, Knaus Verlag, München (2003), ISBN 978-3-8135-0224-4
- Outposts. Harper Perennial, Reprint Edition (2004), ISBN 978-0-06-059861-7.
- A Crack in the Edge of the World. Harper (2005), ISBN 978-0-06-057199-3.
  - Ein Riss durch die Welt: Amerika und das Erdbeben von San Francisco 1906. Übersetzt von Harald Stadler, Knaus Verlag, München (2006), ISBN 978-3-8135-0240-4.
- The Man Who Loved China. Harper (2008), ISBN 978-0-06-088459-8.
  - Der Mann, der China liebte: wie ein exzentrischer Engländer unser Bild vom Reich der Mitte neu bestimmte. Übersetzt von Michael Müller, btb, München, (2011), ISBN 978-3-442-74254-7.
- Atlantic: Great Sea Battles, Heroic Discoveries, Titanic Storms, and a Vast Ocean of a Million Stories. Harper, (2010), ISBN 978-0-06-170258-7.
  - Der Atlantik: Biographie eines Ozeans. Übersetzt von Michael Müller, Knaus Verlag, München (2012), ISBN 978-3-8135-0431-6.
- The Alice Behind Wonderland. Oxford University Press; illustrierte Ausgabe (2011), ISBN 978-0-19-539619-5.
- The Men Who United the States. Harper (2013), ISBN 978-0-06-207960-2.
- Pacific: Silicon Chips and Surfboards, Coral Reefs and Atom Bombs, Brutal Dictators, Fading Empires, and the Coming Collision of the World's Superpowers. Harper (2015), ISBN 978-0-06-231541-0.
- The Perfectionists: How Precision Engineers Created the Modern World. Harper Perennial Publication (2018), ISBN 978-0-06-265256-0.
- Land: How the Hunger for Ownership Shaped the Modern World. Harper (2021), ISBN 978-0-06-293833-6.

### Werke von Simon Winchester als Co-Autor
- David Freese, Simon Winchester, Naomi Rosenblum: West Coast: Bering to Baja. George F Thompson Publishing (2012), ISBN 978-1-938086-04-5.
- David Freese, Simon Winchester, Jenna Butler: East Coast: Arctic to Tropic. George F Thompson Publishing (2017), ISBN 978-1-938086-44-1.
- Simon Winchester, David Freese, Sarah Kennel: Mississippi River: Headwaters and Heartland to Delta and Gulf. George F. Thompson Publishing (2020), ISBN 978-1-938086-73-1.
- Simon Winchester, Nick Mann: Skulls: An Exploration of Alan Dudley's Curious Collection. Black Dog & Leventhal (2012) ISBN 978-1-57912-912-5.
  - Simon Winchester, Nick Mann: Skulls: die faszinierende Schädelsammlung des Alan Dudley. Edition Fackelträger Verlag, Köln (2013) ISBN 978-3-7716-4531-1.

### Reiseberichte
- Korea: Zu Fuß durch das Land der Wunder. Übersetzt von Harald Alfred Stadler, btb, München (2006), ISBN 978-3-442-73472-6.
- Der wilde Strom: Eine Reise auf dem Jangtse. Übersetzt von Harald Alfred Stadler, National Geographic (2008), ISBN 978-3-89405-839-5.